# Emile De Beukelaer

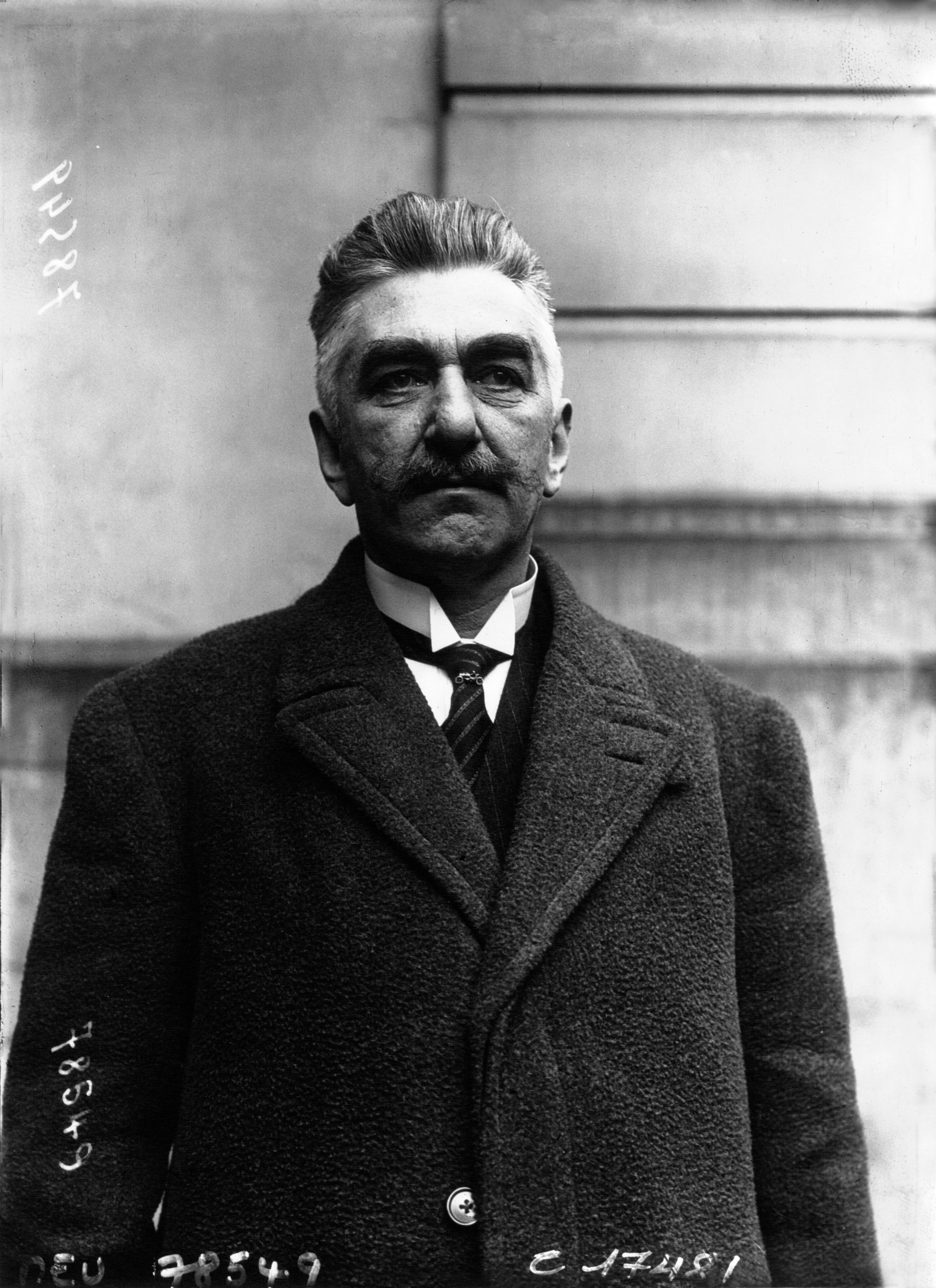
Emile De Beukelaer (1920)

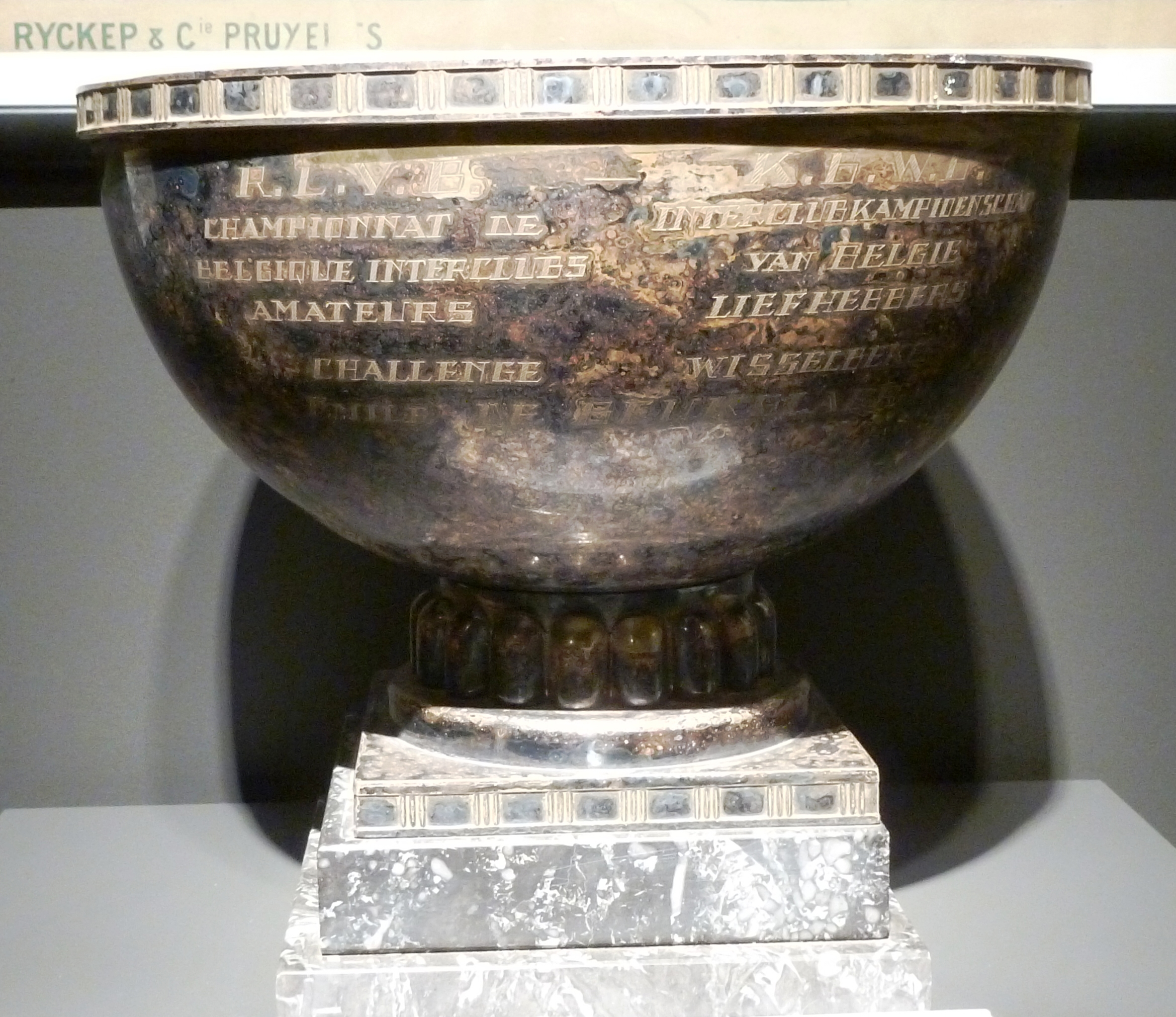
Nach De Beukelaers Tod wurde dieser Pokal für den besten Amateurvereins Belgiens mit seinem Namen gestiftet.

Emile De Beukelaer (* 27. Mai 1867 in Antwerpen; † 23. Januar 1922 ebenda) war ein belgischer Radrennfahrer, Radsportfunktionär, Mitbegründer und erster Präsident des Weltradsportverbandes UCI.
Emile De Beukelaer war ein Sohn aus gutem Hause; sein Vater hatte die Likörfirma „Elixir d’Anvers“ gegründet. In den 1880er Jahren gehörte er zu den besten Radrennfahrern Belgiens, damals noch auf dem Hochrad. Nachdem er sechsfacher belgischer und dreifacher niederländischer Meister geworden war, zog er sich mit 22 Jahren aus dem aktiven Radsport zurück. Der Vater wollte in die Politik gehen, und Emile De Beukelaer sollte sich gemeinsam mit seinem Bruder um das Familienunternehmen kümmern.
De Beukelaer blieb dem Radsport aber als Verbandsfunktionär verbunden. Er wurde Vorsitzender der Sportkommission des belgischen Radsportverbandes und sorgte als solcher effektiv für die Vereinheitlichung von Wettkampfregeln. Er engagierte sich für den Bau der Zurenborg-Radrennbahn in Antwerpen, auf der zweimal – 1905 und 1920 – Bahn-Weltmeisterschaften stattfanden.
Als die UCI im Jahre 1900 in Paris gegründet wurde, wurde er zu deren ersten Präsidenten gewählt. Er blieb bis zu seinem Tod in diesem Amt.
De Beukelaer war auch sonst sportlich interessiert: Er betätigte sich als Autorennfahrer, engagierte sich im Pferdesport (zum Zeitpunkt seines Todes besaß er sechs Rennpferde) sowie im Flugsport. Der Erste Weltkrieg brach seinen Lebensmut, weil er „sein Lebenswerk zerstört sah“. Er starb 56-jährig an einer Grippe.